# Plocama pendula
Plocama pendula är en måreväxtart som beskrevs av William Aiton. Plocama pendula ingår i släktet Plocama och familjen måreväxter.
Artens utbredningsområde är Kanarieöarna. Inga underarter finns listade i Catalogue of Life.